# Lumbán
Lumbán es un municipio filipino de tercera clase, perteneciente a la provincia de La Laguna, en la región de Calabarzon.

## Toponimia
El lugar puede aparecer referido como «Lumbán», «Lumban» y «Lumbang».

## Historia
Hacia mediados del siglo XIX, el lugar, ya por entonces perteneciente a la provincia de La Laguna, tenía contabilizada una población de 5311 habitantes, repartidos en 897 casas. Aparece descrito en el segundo volumen del Diccionario geográfico, estadístico, histórico de las Islas Filipinas (1851) de Manuel Buzeta Núñez y Felipe Bravo con las siguientes palabras:

LUMBANG: pueblo con cura y gobernadorcillo, en la isla de Luzon, prov. de la Laguna, dióc. de Manila; sit. en los 125° 17' 20" long., 14° 17' 30" lat., al pie de la cordillera que viene del N. de la isla, terreno montuoso, y clima templado. Tiene unas 897 casas y ademas la parroquial y la de comunidad, que son las mas notables del pueblo; en esta última está la cárcel; fuera de la pobl. está el cementerio que es bastante capaz. La igl. parr. se halla servida por un cura regular; es de construccion sencilla. Tambien hay una escuela de primeras letras, cuyo maestro tiene una asignacion pagada de los fondos de comunidad. Confina el term. por N. con Longos, cuyo pueblo dista 1 leg.; por S. con la cab. (á 1 id.); por O. con la laguna de Bay, y por E. n otiene límites marcados. El terreno es montuoso y muy fértil; prod. mucho arroz, añil, caña dulce, cacao, café, pimienta, ajonjoli, abacá, y otros art. en menor cantidad. ind.: esta se reduce con especialidad á la agricultura y ademas al tejido de varias clases de tela, la caza y la cria de ganados. pobl. 5,311 alm., y en 1845 pagaba 1,186 trib., que ascienden á 11,860 rs. plata, equivalentes á 29,650 rs. vn.
(Buzeta y Bravo, 1851, p. 174)

En 2020, tenía censados 32 330 habitantes.